# Zelёnyj ogonёg
Zelёnyj ogonёg (Зелёный огонёк) è un film del 1964 diretto da Villen Abramovič Azarov.